# Devante Smith-Pelly
Devante Smith-Pelly (* 14. Juni 1992 in Scarborough, Ontario) ist ein ehemaliger kanadischer Eishockeyspieler, der im Verlauf seiner aktiven Karriere zwischen 2008 und 2022 unter anderem 446 Spiele für die Anaheim Ducks, Canadiens de Montréal, New Jersey Devils und Washington Capitals in der National Hockey League (NHL) auf der Position des Flügelstürmers bestritten hat. Mit den Capitals gewann Smith-Pelly in den Playoffs 2018 den Stanley Cup.

## Karriere

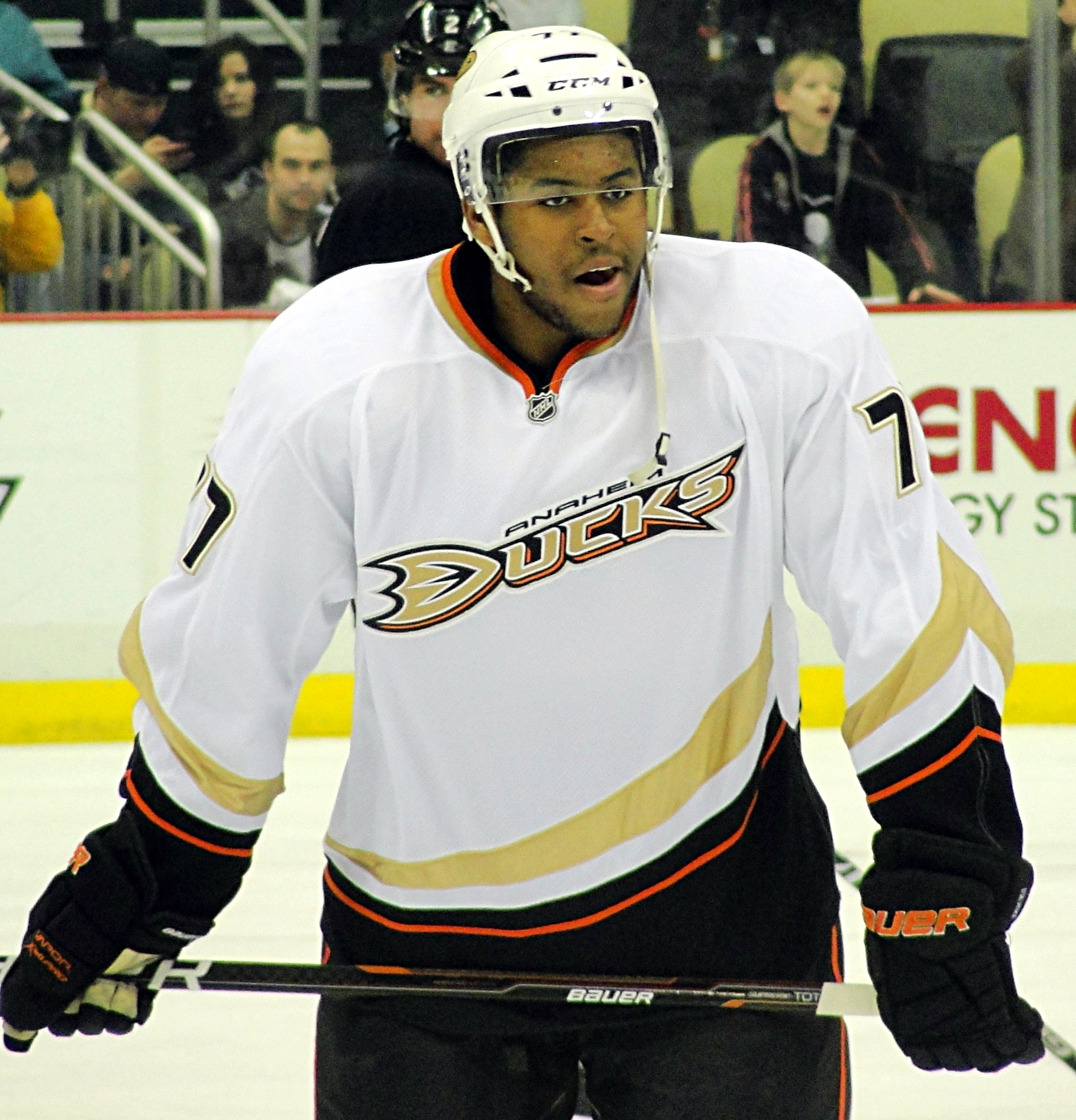
Smith-Pelly im Trikot der Anaheim Ducks (2012)

Devante Smith-Pelly spielte zunächst von 2007 bis 2008 für die Toronto Junior Canadiens in der Greater Toronto Hockey League (GTHL), bevor der Stürmer bei der OHL Priority Selection 2008 in der ersten Runde als Gesamtachter von den Mississauga St. Michael’s Majors aus der Ontario Hockey League (OHL) ausgewählt wurde. In seiner Rookiesaison mit dem Team in der Saison 2008/09 absolvierte der Kanadier 68 Spiele und erzielte 30 Scorerpunkte. In seiner zweiten Saison gelang Smith-Pelly der endgültige Durchbruch in der OHL, und er verbesserte seine Offensivstatistiken deutlich, als er in insgesamt 76 Partien ebenso viele Punkte erreichte. Er war damit gemeinsam mit Casey Cizikas bester Scorer des Teams. Im Verlauf der Spielzeit nahm Smith-Pelly am OHL All-Star Game teil und stand auch im Kader des Team Cherry für das CHL Top Prospects Game.
Beim NHL Entry Draft 2010 wurde er in der zweiten Runde an 42. Position von den Anaheim Ducks aus der National Hockey League (NHL) ausgewählt. Bei den Kaliforniern unterzeichnete er im Dezember 2010 einen dreijährigen Einstiegsvertrag. Während der Saison 2010/11 hatte der Offensivakteur maßgeblichen Anteil, dass die Majors erstmals die Finalserie um den J. Ross Robertson Cup erreichten und erst in der entscheidenden siebten Begegnung den Owen Sound Attack unterlagen. Als Gastgeber nahm Smith-Pelly mit dem Team am Memorial Cup 2011 teil, bei dem der Rechtsschütze wiederum im Endspiel scheiterte, diesmal gegen die Saint John Sea Dogs. Als bester Scorer der Majors erhielt der Stürmer eine Nominierung ins All-Star-Team des Turniers. Die Saison 2011/12 begann er im NHL-Kader der Anaheim Ducks, bei denen er beim Saisonstart gemeinsam mit Andrew Cogliano und Andrew Gordon die dritte Angriffsreihe bildete. Bei seinem zweiten Einsatz in der NHL am 8. Oktober 2011 verbuchte Smith-Pelly im Zusammenspiel mit Gordon seinen ersten Punkt, als Cogliano mit einem Handgelenkschuss Henrik Lundqvist von den New York Rangers bezwang.
Nach knapp vier Jahren in Anaheim gaben ihn die Ducks im Februar 2015 an die Canadiens de Montréal ab und erhielten im Gegenzug Jiří Sekáč. Ein Jahr später wurde Smith-Pelly an die New Jersey Devils abgegeben, wobei Montréal im Gegenzug Stefan Matteau erhielt. Im Juni 2017 bezahlten ihm die Devils sein verbleibendes Vertragsjahr aus (buy-out), sodass er sich wenig später als Free Agent den Washington Capitals anschloss. In der folgenden Saison gelang ihm mit den Capitals der erste Stanley-Cup-Gewinn der Franchise-Geschichte. Im Sommer 2019 wurde sein auslaufender Vertrag in Washington nicht verlängert, bevor eine Teilnahme an der Saisonvorbereitung der Calgary Flames ebenfalls nicht in ein festes Engagement mündete. Ende Oktober schloss er sich schließlich dem chinesischen Klub Kunlun Red Star aus der Kontinentalen Hockey-Liga (KHL) an. Im März 2021 kehrte er nach Nordamerika zurück, indem er sich probeweise den Ontario Reign aus der American Hockey League (AHL) anschloss, woraus im Verlauf jedoch kein fester Vertrag wurde. Einen weiteren AHL-Probevertrag erhielt er im Dezember desselben Jahres bei den Rocket de Laval, für die er bis zum Saisonende 2021/22 aktiv war. Im Dezember 2022 gab der 30-Jährige das Ende seiner aktiven Laufbahn bekannt.

### International
Smith-Pelly nahm 2009 mit der Auswahl von Canada Ontario an der World U-17 Hockey Challenge teil. In sechs Spielen erzielte er drei Punkte und gewann die Goldmedaille. Trotz seines Engagements bei den Anaheim Ducks in der National Hockey League mit Beginn der Saison 2011/12 stellte ihn die Organisation für die U20-Junioren-Weltmeisterschaft 2012 frei. Dort war Smith-Pelly neben Brett Connolly der einzige NHL-Spieler im kanadischen Aufgebot. Im ersten Turnierspiel gegen Finnland erlitt Smith-Pelly beim Abblocken eines Schusses eine Knochenfraktur am Fuß.

## Erfolge und Auszeichnungen
| - 2010 Teilnahme am CHL Top Prospects Game - 2010 Teilnahme am OHL All-Star Game - 2011 Memorial Cup All-Star Team | - 2011 Bester Torschütze der OHL-Playoffs (gemeinsam mit Rob Mignardi) - 2018 Stanley-Cup-Gewinn mit den Washington Capitals |

### International
- 2009 Goldmedaille bei der World U-17 Hockey Challenge
- 2012 Bronzemedaille bei der U20-Junioren-Weltmeisterschaft

## Karrierestatistik

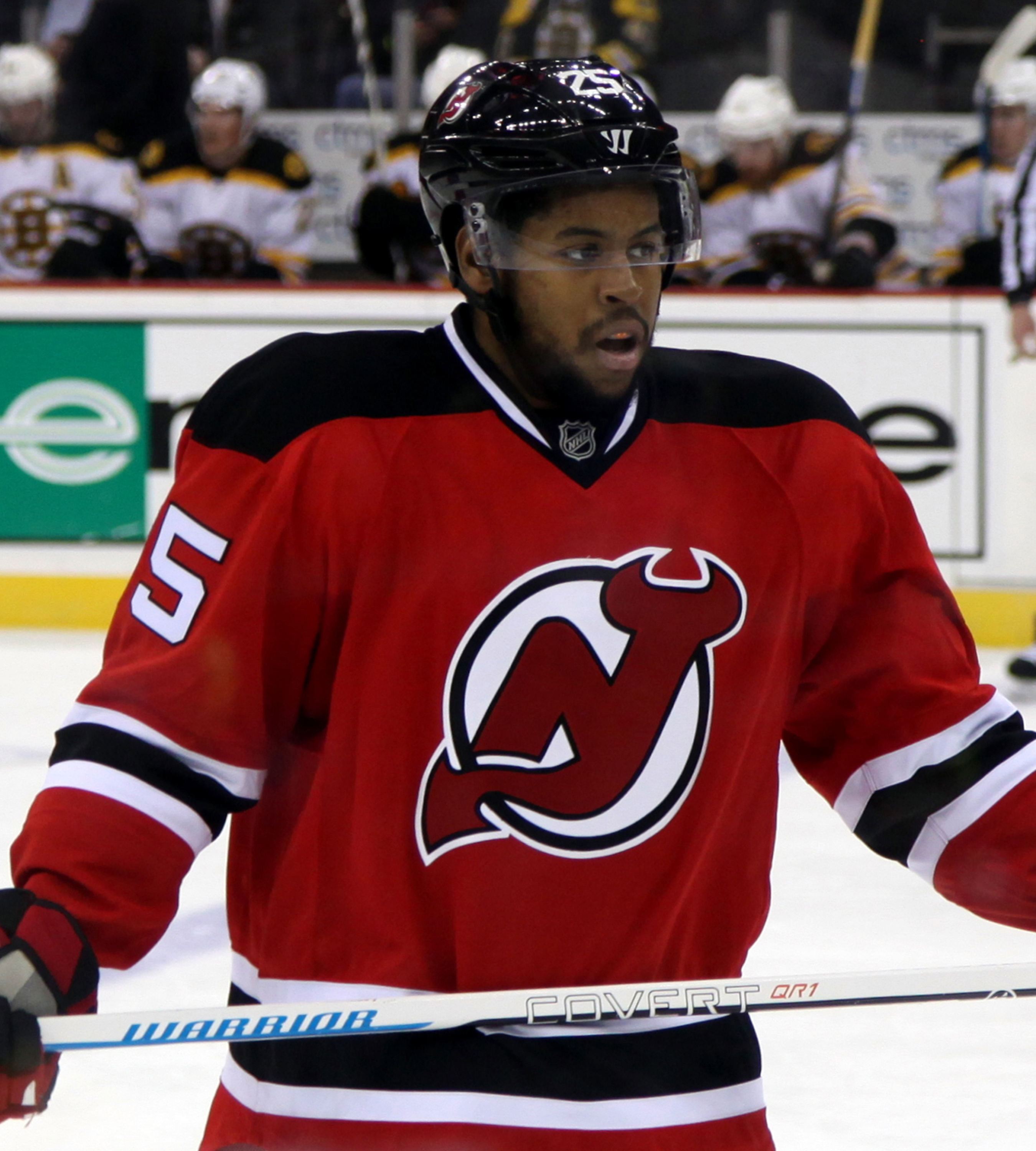
Smith-Pelly als Spieler der New Jersey Devils (2016)

### International
Vertrat Kanada bei:
- World U-17 Hockey Challenge 2009
- U20-Junioren-Weltmeisterschaft 2012

(Legende zur Spielerstatistik: Sp oder GP = absolvierte Spiele; T oder G = erzielte Tore; V oder A = erzielte Assists; Pkt oder Pts = erzielte Scorerpunkte; SM oder PIM = erhaltene Strafminuten; +/− = Plus/Minus-Bilanz; PP = erzielte Überzahltore; SH = erzielte Unterzahltore; GW = erzielte Siegtore; 1 Play-downs/Relegation; Kursiv: Statistik nicht vollständig)